# Simplicio de Zaragoza
Simplicio fue obispo católico de Zaragoza a finales del siglo VI.
Debió ser consagrado aproximadamente en el año 586, después de la muerte del rey visigodo Leovigildo, ya en el reinado de Recaredo.
Consta su asistencia al III Concilio de Toledo celebrado el año 589.
Algunos autores lo hacen también participante en el II concilio de Zaragoza del 592, aunque el que se halló en este sínodo fue el obispo Simplicio de Urgel, que al no mencionar explícitamente su sede motivó al error. 
Otros adelantan su entrada en la diócesis hasta el 584 mencionándole como asistente a la muerte de Leovigildo y a su conversión al catolicismo, basándose en el falso cronicón que Jerónimo Román de la Higuera atribuyó fraudulentamente al obispo Marco Máximo.
| Predecesor: Vicente | Obispo de Zaragoza c. 586 – c. 592 | Sucesor: Máximo |